# Referéndum sobre el sistema electoral de las Islas Malvinas de 2020
El referéndum para la reforma del sistema electoral de las Islas Malvinas que inicialmente se realizaría el 26 de marzo, por cuenta de la pandemia de Coronavirus, se pospuso para el 24 de septiembre de 2020. En él se preguntó a los votantes si deseaban reemplazar las dos circunscripciones electorales actuales Stanley y Camp con una circunscripción electoral única para todo el territorio de las Islas.

## Contexto
Conforme con la sección 27 de la Constitución de las Islas Malvinas, cualquier cambio en las circunscripciones electorales de las islas debe ser sometido a referéndum, con al menos dos tercios de votos a favor del padrón electoral en cada circunscripción.
Las elecciones en las Islas Malvinas tienen lugar cada cuatro años para elegir 8 de los 11 miembros de la Asamblea Legislativa mediante voto en bloque. La circunscripción electoral de Camp actualmente obtiene tres de los ocho escaños de la Asamblea Legislativa (un 37,5% del total), siendo los restantes cinco electos para la circunscripción de Stanley (un 62,5%). Sin embargo, de acuerdo con el censo de 2016, el 87% de la población de las islas vive en Stanley, frente al 13% que vive en el Camp.
Esta es la tercera vez en 18 años que se consultará a los malvinenses sobre la creación de una circunscripción electoral única para todas las islas. El primer referéndum se llevó a cabo el 22 de noviembre de 2001 —para coincidir con las elecciones generales de ese mismo año— que preguntó «Do you agree that there should be a single constituency for the Falkland Islands, with a new voting system for proportional representation?» (en español: «¿Está de acuerdo con que debería haber una única circunscripción electoral para las Islas Malvinas, con un sistema de votación nuevo de representación proporcional?»). Este referéndum no prosperó al haber recibido 56,65% de votos en contra frente al 43,35% de votos a favor, en particular el «no» en el Camp obtuvo más del 70%.
El 3 de noviembre de 2011 tuvo lugar otro referéndum en el que la consulta se trató sobre la creación de una circunscripción electoral única y no sobre cambiar el sistema electoral. Una vez más el electorado rechazó el referéndum con un 58,78% frente al 41,22% que estaba a favor. En la circunscripción de Stanley el «no» ganó de forma ajustada con un 50,2% frente al 49,8% del «sí», mientras que en la de Camp más del 80% votó por el «no».
En agosto de 2018 el Ejecutivo de las Islas Malvinas anunció que realizaría otro referéndum para la creación de una circunscripción electoral única el 7 de noviembre de 2019. Posteriormente esta fecha se cambió al  26 de marzo, pero aplazó para el mes de agosto de 2020, debido a la pandemia que del año 2020. La elección de esta fecha tiene su fundamento en permitir que el referéndum pueda tener una preparación suficiente y también —en el caso de que el referéndum resultara aprobado— tener tiempo suficiente como para realizar las reformas necesarias a la ley electoral y a la Constitución antes de la elección próxima en noviembre de 2021.

## Consulta
En la sesión del Consejo Ejecutivo del 26 de junio de 2019 se definió la pregunta propuesta para aparecer en las papeletas del referéndum  en la Standing Order 23 (2), publicada el 8 de julio de 2019. En dicha sesión los miembros del Consejo Ejecutivo propusieron ocho variantes de la pregunta del referéndum, de las cuales aprobaron la siguiente:

Should there be two constituencies, Stanley and Camp, or should there be one constituency for the whole of the Falkland Islands?
¿Deberían haber dos circunscripciones electorales, Stanley y Camp, o debería haber una circunscripción electoral para toda Islas Malvinas?

y las respuestas a esa pregunta —que deberán marcarse con una (X)— serán:

There should be one constituency. I support the Single Constituency Bill
Debería haber una circunscripción electoral. Apoyo el proyecto de ley de circunscripción electoral única

There should continue to be two constituencies. I do not support the Single Constituency Bill
Debería continuar existiendo dos circunscripciones electorales. No apoyo el proyecto de ley de circunscripción electoral única

## Resultados
Tras las votaciones del día jueves 24 de septiembre, se contabilizaron 830 votos, de los que 7 fueron inválidos, dando los siguientes resultados:
| Respuesta                                                 | Votos | Porcentaje |
| --------------------------------------------------------- | ----- | ---------- |
| Una circunscripción electoral para las Islas Malvinas     | 417   | 50.67 %    |
| Dos circunscripciones electorales para las Islas Malvinas | 406   | 49.33 %    |
| Total                                                     | 823   | 100 %      |

Los resultados en la circunscripción de Stanley fueron los siguientes:
| Respuesta                                                 | Votos | Porcentaje |
| --------------------------------------------------------- | ----- | ---------- |
| Una circunscripción electoral para las Islas Malvinas     | 346   | 57.76 %    |
| Dos circunscripciones electorales para las Islas Malvinas | 406   | 42.23 %    |
| Total                                                     | 599   | 72.78 %    |

Los resultados en la circunscripción Camp fueron estos:
| Respuesta                                                 | Votos | Porcentaje |
| --------------------------------------------------------- | ----- | ---------- |
| Una circunscripción electoral para las Islas Malvinas     | 71    | 31.69 %    |
| Dos circunscripciones electorales para las Islas Malvinas | 153   | 68.3 %     |
| Total                                                     | 224   | 27.22 %    |

Sin embargo, para poder ser aprobado el proyecto de ley de la circunscripción electoral única se debía tener un apoyo popular de al menos dos tercios de la población votante en cada circunscripción, lo cual no se logró.